# Zweite Landschaftsausgabe

Postvollmacht der Straßenmeisterei Deutschlandsberg mit Briefmarken der Zweiten Landschaftsausgabe

Die Zweite Landschaftsausgabe (auch Landschaftsbilder) ist eine Dauermarkenserie von Österreich, die von 1945 bis 1948 erschienen ist, für alle Besatzungszonen Gültigkeit hatte und in den Varianten mit Farbänderung bis 30. Juni 2002 frankaturgültig war. Jede Marke zeigt eine österreichische Landschaft oder ein österreichisches Bauwerk.

## Entwurf und Druck

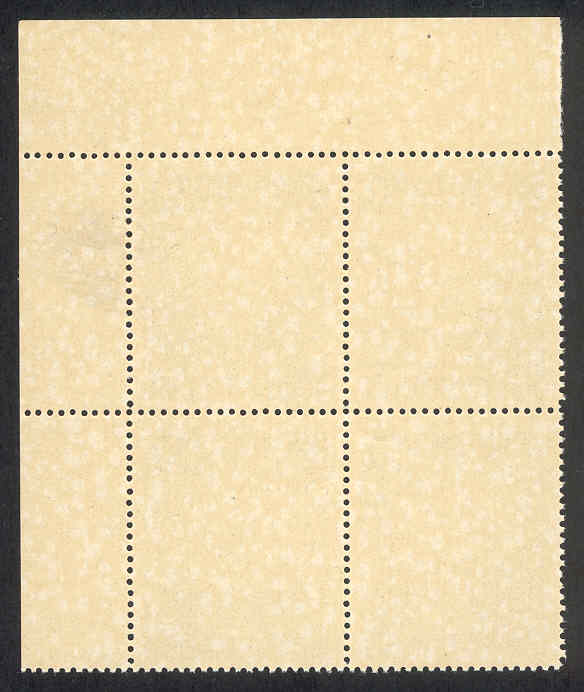
Spargummi bei dem Wert zu 30 Groschen

Die Briefmarken wurden von Alfred Chmielowski (* 22. April 1896 in Olmütz, † 23. Juni 1967 in Wien), entworfen und in der Österreichischen Staatsdruckerei hergestellt. Bei den Ausgaben wurde das Rastertiefdruckverfahren verwendet. Die Marken wurden in Bögen zu 100 Stück gedruckt, und für die Trennung gezähnt.
Durch den Rohstoffmangel wurde auch bei der Gummierung gespart, wobei man von einer sogenannten Spargummierung spricht.

## Zähnung
- Werte von 3 Gr. bis 16 Gr.: Kammzähnung K 14
- Werte von 20 Gr. bis 90 Gr.: Kammzähnung K 13,75:14
- Werte von 1 S bis 5 S: Kammzähnung K 13,5:14,25

## Besonderheiten
Da es schon 1929 eine Landschaftsausgabe für Österreich gab, wird diese Dauermarkenserie als Zweite Landschaftsausgabe bezeichnet.
Die Marken wurden auch als Sondermarken oder Zuschlagsmarken mit Aufdrucken versehen. Am 25. Juni 1946 gab es eine Ausgabe mit Zuschlag zum Tag der Liga der Vereinten Nation und am 26. September 1946 wurde eine Sondermarken für den Kongress der Gesellschaft zur Pflege der kulturellen und wirtschaftlichen Beziehung der Sowjetunion ausgegeben. Am 1. September 1947 gab es Aufdruckmarken mit Aufdruck eines neuen Nominalwertes.
1947 gab es eine Farbänderung aufgrund der Währungsreform von 1947. Aus Zeit- und Kostengründen wurden nicht neue Dauermarken verwendet, sondern die bestehenden Motive mit Farbänderungen weiter verwendet.
1948 wurde diese Ausgabe durch die Zweite Trachtenserie ersetzt.

## Marktwert
Da diese Serie nicht sehr lange im Gebrauch war, ist das Angebot nicht so hoch wie bei den folgenden Dauermarkenserien. Die beiden Dauermarkenserien von 1945 und 1947 sind zusammen in den billigsten Sorten bei Onlineauktionen gestempelt um rund 15 Euro und im postfrischen Zustand um etwa 30 Euro zu erhalten.
Aufgrund der großen Typenvielfalt bei den Farben, Papierarten und Plattenfehlern ist diese Serie bei den Philatelisten sehr beliebt.

## Liste der Ausgaben

### Ausgabe 1945
| Werte in Schilling | Motiv                    | Farbe   | Ausgabedatum  | Auflagenzahl | ANK-Nummer | MiNr. |
| ------------------ | ------------------------ | ------- | ------------- | ------------ | ---------- | ----- |
| 3 Gr.              | Lermoos                  | blau    | 24. Nov. 1945 | unbekannt    | 738        | 738   |
| 4 Gr.              | Erzberg                  | orange  | 12. Jan. 1946 | unbekannt    | 739        | 739   |
| 5 Gr.              | Leopoldsberg             | rot     | 24. Nov. 1945 | unbekannt    | 740        | 740   |
| 6 Gr.              | Salzburg                 | grün    | 24. Nov. 1945 | unbekannt    | 741        | 741   |
| 8 Gr.              | Praterallee              | braun   | 24. Nov. 1945 | unbekannt    | 742        | 742   |
| 8 Gr.              | Rathauspark Wien         | lila    | 8. Apr. 1946  | unbekannt    | 743        | 743   |
| 8 Gr.              | Rathauspark Wien         | grün    | 27. Aug. 1946 | unbekannt    | 744        | 744   |
| 10 Gr.             | Burg Hochosterwitz       | grün    | 24. Nov. 1945 | unbekannt    | 745        | 745   |
| 10 Gr.             | Burg Hochosterwitz       | lila    | 30. Jan. 1947 | unbekannt    | 746        | 746   |
| 12 Gr.             | Schafberg                | braun   | 24. Nov. 1945 | unbekannt    | 747        | 747   |
| 15 Gr.             | Burg Forchtenstein       | blau    | 27. Aug. 1946 | unbekannt    | 748        | 748   |
| 16 Gr.             | Gesäuseeingang           | braun   | 12. Jan. 1946 | unbekannt    | 749        | 749   |
| 20 Gr.             | Kapelle am Gebhardsberg  | blau    | 27. Aug. 1946 | unbekannt    | 750        | 750   |
| 24 Gr.             | Höldrichsmühle           | grün    | 23. Apr. 1946 | unbekannt    | 751        | 751   |
| 25 Gr.             | Vent                     | grau    | 8. Apr. 1946  | unbekannt    | 752        | 752   |
| 30 Gr.             | Neusiedlersee            | rot     | 24. Nov. 1945 | unbekannt    | 753        | 753   |
| 30 Gr.             | Neusiedlersee            | blau    | 30. Jan. 1947 | unbekannt    | 754        | 754   |
| 35 Gr.             | Belvedere in Wien        | rot     | 23. Apr. 1946 | unbekannt    | 755        | 755   |
| 38 Gr.             | Langbathseen             | grün    | 8. Apr. 1946  | unbekannt    | 756        | 756   |
| 40 Gr.             | Mariazell                | grau    | 24. Nov. 1945 | unbekannt    | 757        | 757   |
| 42 Gr.             | Traunsee                 | rot     | 8. Apr. 1946  | unbekannt    | 758        | 758   |
| 45 Gr.             | Burg Hartenstein         | blau    | 27. Aug. 1946 | unbekannt    | 759        | 759   |
| 50 Gr.             | Silvrettagruppe          | blau    | 24. Nov. 1945 | unbekannt    | 760        | 760   |
| 50 Gr.             | Silvrettagruppe          | lila    | 30. Jan. 1947 | unbekannt    | 761        | 761   |
| 60 Gr.             | Semmering                | violett | 24. Nov. 1945 | unbekannt    | 762        | 762   |
| 60 Gr.             | Semmering                | blau    | 30. Jan. 1947 | unbekannt    | 763        | 763   |
| 70 Gr.             | Badgastein               | blau    | 20. Mai 1946  | unbekannt    | 764        | 764   |
| 80 Gr.             | Kaisergebirge            | braun   | 27. Aug. 1946 | unbekannt    | 765        | 765   |
| 90 Gr.             | Marterl bei Tragöß       | grün    | 27. Aug. 1946 | unbekannt    | 766        | 766   |
| 1 S                | Dürnstein                | braun   | 13. Juni 1946 | unbekannt    | 767        | 767   |
| 2 S                | St. Christoph am Arlberg | blau    | 13. Juni 1946 | unbekannt    | 768        | 768   |
| 3 S                | Heiligenblut             | grün    | 20. Mai 1946  | unbekannt    | 769        | 769   |
| 5 S                | Schloss Schönbrunn       | rot     | 13. Juni 1946 | unbekannt    | 770        | 770   |
| 1 S                | Dürnstein                | braun   | 24. Aug. 1946 | unbekannt    | 771        | 767   |
| 2 S                | St. Christoph am Arlberg | blau    | 29. Aug. 1946 | unbekannt    | 772        | 768   |
| 3 S                | Heiligenblut             | grün    | 9. Aug. 1946  | unbekannt    | 773        | 769   |
| 5 S                | Schloss Schönbrunn       | rot     | 6. Aug. 1946  | unbekannt    | 774        | 770   |

Briefmarken mit den Austria Netto Katalog-Nummern von 767 bis 770 wurden mit Platten hergestellt und haben eine grobe, mit einer Lupe sichtbare Rasterung, wo man von Linientiefdruck spricht. Ab August 1946 wurden diese Marken mit Walzen (Rotationsdruck) feiner im sogenannten Rakeltiefdruck gestaltet und der Raster ist daher nicht mehr sichtbar. Sie sind im Austria Netto Katalog als eigene Ausgaben mit den Nummern 771 bis 774 geführt und im Michel-Katalog jedoch gemeinsam katalogisiert.

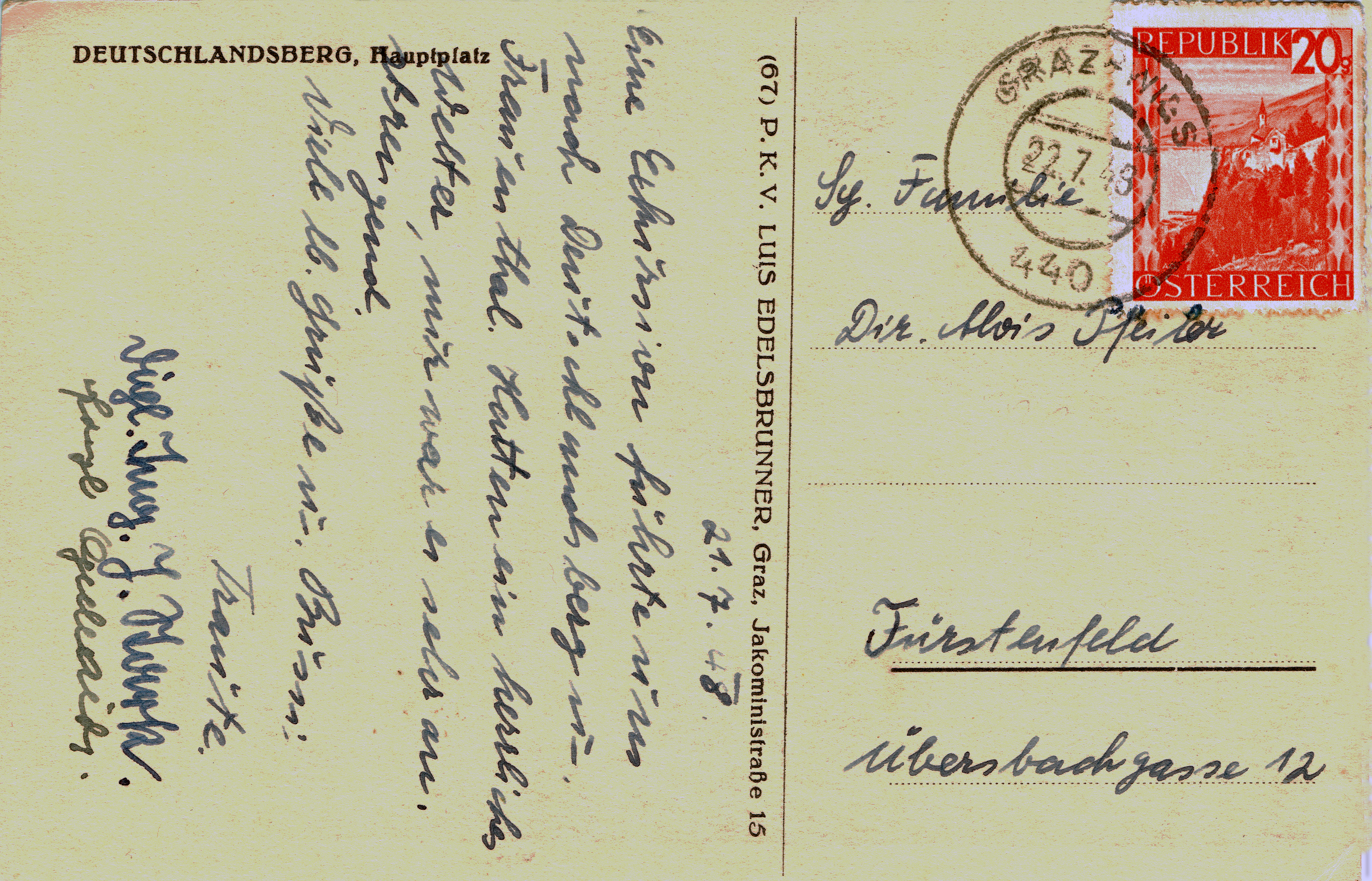
Postkarte mit der Zweiten Landschaftsausgabe Ausgabe von 1947

### Ausgabe 1947
| Werte in Schilling | Motiv                    | Farbe   | Ausgabedatum                 | Auflagenzahl | ANK-Nummer | MiNr. |
| ------------------ | ------------------------ | ------- | ---------------------------- | ------------ | ---------- | ----- |
| 3 Gr.              | Lermoos                  | orange  | Dezember 1947 / Februar 1948 | unbekannt    | 847        | 838   |
| 5 Gr.              | Leopoldsberg             | orange  | Dezember 1947 / Februar 1948 | unbekannt    | 848        | 839   |
| 10 Gr.             | Burg Hochosterwitz       | orange  | Dezember 1947 / Februar 1948 | unbekannt    | 849        | 840   |
| 15 Gr.             | Burg Forchtenstein       | orange  | Dezember 1947 / Februar 1948 | unbekannt    | 850        | 841   |
| 20 Gr.             | Gebhardsberg             | orange  | Dezember 1947 / Februar 1948 | unbekannt    | 851        | 842   |
| 30 Gr.             | Neusiedlersee            | orange  | Dezember 1947 / Februar 1948 | unbekannt    | 852        | 843   |
| 40 Gr.             | Mariazell                | orange  | Dezember 1947 / Februar 1948 | unbekannt    | 853        | 844   |
| 50 Gr.             | Silvrettagruppe          | orange  | Dezember 1947 / Februar 1948 | unbekannt    | 854        | 845   |
| 60 Gr.             | Semmering                | orange  | Dezember 1947 / Februar 1948 | 1.000.000    | 855        | 846   |
| 70 Gr.             | Badgastein               | orange  | Dezember 1947 / Februar 1948 | unbekannt    | 856        | 847   |
| 80 Gr.             | Kaisergebirge            | orange  | Dezember 1947 / Februar 1948 | unbekannt    | 857        | 848   |
| 90 Gr.             | Marterl bei Tragöß       | orange  | Dezember 1947 / Februar 1948 | unbekannt    | 858        | 849   |
| 1 S                | Dürnstein                | violett | Dezember 1947 / Februar 1948 | unbekannt    | 859        | 850   |
| 2 S                | St. Christoph am Arlberg | violett | Dezember 1947 / Februar 1948 | unbekannt    | 860        | 851   |
| 3 S                | Heiligenblut             | violett | Dezember 1947 / Februar 1948 | unbekannt    | 861        | 852   |
| 5 S                | Schloss Schönbrunn       | violett | Dezember 1947 / Februar 1948 | unbekannt    | 862        | 853   |